# 델가드
델가드(영어: DelGuard, 일본어: デルガード)는 일본의 기업인 제브라에서 생산하는 샤프 펜슬이다. 2014년에 처음으로 출시되어 현재까지 다양한 제품 종류를 출시하고 있다. 기능적 특징으로는 샤프 내에 특수한 장치인 델가드 시스템이 탑재되어 있어 1~3회 노크 시 필기할 때 샤프심이 잘 부러지지 않는다는 점이 있다.

## 기능
델가드는 델가드 시스템(DelGuard System)으로 인해 1~3회 노크 시 필기할 때 다른 샤프 펜슬들과 다르게 샤프심이 잘 부러지지 않는다. 델가드 시스템은 델가드의 선단부와 그립부 내부에 탑재되어 있다. 델가드 시스템의 원리는, 필기 중 필압을 위로 흡수해 샤프심이 부러지는 것을 막는 상단 스프링과 기울어진 채로 필압을 받거나 옆으로 힘을 받을 때 금속 선단부가 앞으로 나와 샤프심을 감싸면서 샤프심이 부러지는 것을 막아주는 하단 스프링에 있다.

### 장점
다른 샤프들은 필기 도중 샤프심이 부러지면 필기를 잠시 멈추고 노크를 해주어야 했기 때문에, 필기의 흐름이 끊긴다는 단점이 있었다. 델가드는 샤프심이 잘 부러지지 않아 필기를 잠시 멈추는 일이 줄어들고, 필기의 흐름이 이어진다는 장점이 있다.

### 단점
샤프심이 부러지지 않도록 스프링2개를 사용해서 필압이 가해질 때 선단부분이 샤프심을 감싸니 샤프심이 흔들린다는 느낌이 들 수 있다.

### 참조주
1. ↑  “한국무역신문 - “아니, 이런 제품이?!””. 2020년 8월 21일에 확인함.

### 내용주
1. ↑  단, 필기 중 노크한 샤프심을 다 써서 다시 노크해야 하는 경우에는 필기의 흐름이 끊길 수 있다.